# 加列戈新镇
加列戈新镇，是西班牙阿拉贡自治区萨拉戈萨省的一个市镇。 总面积76平方公里，总人口3426人（2001年），人口密度45人/平方公里。